# Microgaster pantographae
Microgaster pantographae är en stekelart som beskrevs av Muesebeck 1922. Microgaster pantographae ingår i släktet Microgaster och familjen bracksteklar. Inga underarter finns listade i Catalogue of Life.